# Le Journal secret d'Anne Lister
Pour plus de détails, voir Fiche technique et Distribution.
Le Journal secret d'Anne Lister (The Secret Diaries of Miss Anne Lister) est un téléfilm britannique dramatique et biographique de 2010 racontant l'histoire d'Anne Lister, une propriétaire terrienne dans le Yorkshire au XIXe siècle. Le téléfilm a été réalisé par James Kent et Anne Lister y est jouée par Maxine Peake. Le scénario de Jane English est tiré des journaux intimes codés de Lister, décodés longtemps après sa mort. L'histoire suit les relations lesbiennes et le mode de vie d'industrielle indépendante d'Anne Lister. Le film a été tourné dans le Yorkshire en fin d'année 2009 et dévoilé en mars 2010 lors du London Lesbian and Gay Film Festival avant d'être diffusé en mai 2010 par la BBC. Il a obtenu des critiques mitigées, certains félicitant la performance de Maxine Peake, d'autres n'appréciant pas le scénario.

## Fiche technique
- Réalisateur : James Kent
- Durée : 90 minutes (1 h 30)

## Contexte historique
Anne Lister (1791–1840) était une riche femme célibataire ayant hérité de son oncle le domaine de Shibden Hall dans le Yorkshire de l'Ouest. Tout au long de sa vie elle a tenu des journaux intimes qui racontaient les détails de sa vie quotidienne, et notamment ses relations lesbiennes, ses soucis financiers, son activité industrielle et son travail d'amélioration de Shibden Hall. Ses journaux contiennent plus de 4 000 000 de mots et environ 1⁄6 d'entre eux (ceux concernant son intimité et les détails de sa vie romantique et sexuelle) sont cryptés. Le chiffrement dérivé d'une combinaison d'algèbre et de grec ancien a été décrypté dans les années 1930,.

## Production
Le scénario de The Secret Diaries of Miss Anne Lister a été écrit par Jane English et le film a été réalisé par James Kent. Maxine Peake n'avait jamais entendu parler de Lister mais fut enthousiaste à l'idée de jouer avec d'autres personnages féminins forts. Elle a dit de son rôle que : « C'était un privilège. Au début j'ai paniqué à l'idée de jouer son rôle parce qu'elle est une personne importante et qu'elle a une grande place dans la culture lesbienne et gay, et qu'on veut faire un bon travail ». Peake a passé du temps à en apprendre plus sur la personnalité de son personnage auprès d'Helena Whitbread, experte d'Anne Lister. Pour cette partie, Peake a pu travailler avec Dean Lennox Kelly (en), son ancien partenaire dans la série Shameless. Avant que le tournage ne commence, l'équipe a répété dans l'appartement de Kent. Le drame a été filmé de novembre à décembre 2009 dans le Yorkshire,. Les lieux de tournage comprennent Shibden Hall, Newburgh Priory (en), Bramham Park, le parc national des North York Moors, et la ville de York.

## Résumé
Anne Lister (Maxine Peake) est une jeune femme célibataire vivant au domaine de Shibden Hall dans le Yorkshire du XIXe siècle, avec sa tante (Gemma Jones) et son oncle (Alan David (en)). La seule chose qu'elle désire dans la vie est d'avoir quelqu'un qui l'aime avec qui partager sa vie. La personne qu'elle a à l'esprit est Mariana Belcombe (Anna Madeley), avec qui elle entretient une relation romantique et sexuelle secrète. Le couple se sépare lorsque Mariana épouse un riche veuf nommé Charles Lawton (Michael Culkin). Déprimée, Anne consacre son temps aux études. Un an après le mariage de Mariana, elle souhaite trouver un nouvel amour. Elle rencontre Mademoiselle Brown ((Tina O'Brien (en))) à l'église, une jeune femme qui va devenir son amie proche.
Mariana demande à Anne de la retrouver dans un hôtel de Manchester. Sur place, les deux femmes discutent et Mariana déclare à Anne qu'elle lui a manqué, et qu'un jour, lorsque son mari décédera, elles pourraient vivre ensemble en tant que veuve et compagne. Anne lui annonce que son mari n'est pas en bonne santé et qu'il ne lui reste pas longtemps à vivre. Anne accepte donc la proposition de Mariana et les jeunes femmes achètent des alliances qu'elles portent autour de leur cou tant qu'elles ne peuvent pas vivre ensemble. De retour à Shibden, Anne ignore les attentions de Mademoiselle Brown. Un industriel local nommé Christopher Rawson (Dean Lennox Kelly (en)) demande Anne en mariage. Elle refuse en expliquant qu'elle ne pourrait se marier que par amour, et il lui répond alors que les gens parlent dans son dos et l'appelle « Gentleman Jack ». Plus tard, Anne dit à son oncle et sa tante qu'elle ne veut pas d'époux, qu'elle voudrait être indépendante et avoir une femme à ses côtés. Mariana lui rend visite pour son anniversaire et les deux femmes poursuivent leur relation sexuelle.
Anne assiste à une fête avec des connaissances à elles (notamment Rawson et les Lawtons). Mariana voit qu'Anne porte son alliance de façon ostentatoire et s'attire l'attention de l'assemblée, ce qui déplaît à Mariana. Anne se plaint que Charles Lawton ne soit pas en aussi mauvaise santé que Mariana le lui a fait croire. Rawson voit que les deux femmes parlent entre elles et a lui-même une conversation avec Lawton. Quand Mariana retourne auprès de son mari, celui-ci a l'air hébété et demande à sa femme comment l'aime Anne. Après la fête, Mariana écrit à Anne pour lui dire que son mari est suspicieux et qu'elle ne doit plus lui écrire.
L'oncle d'Anne décède et elle hérite de sa richesse. Elle écrit alors à Mariana pour lui demander de la rejoindre immédiatement. Celle-ci lui répond qu'elle voyagera non loin de là dans un mois, et qu'elles pourront discuter de quoi faire à ce moment. Quand le moment arrive, Anne croise la calèche de Mariana sur la route et monte à bord pleine d'excitation. Mariana est une fois de plus en colère quand Anne attire l'attention sur elle et lui dit qu'elle préférerait mourir plutôt que leur relation soit exposée au grand jour. Elle dit qu'elles pourraient être heureuses ensemble mais devraient vivre séparément, et Anne lui répond qu'elle veut passer sa vie avec quelqu'un avant de s'en aller.
Rawson propose à Anne d'acheter des terres lui appartenant dans le but d'y creuser une mine, mais celle-ci refuse en disant qu'elle creusera la mine elle-même. Elle forme alors une alliance économique avec Ann Walker (Christine Bottomley (en)), une autre femme célibataire ayant récemment hérité d'une fortune et avec qui elle va nouer une amitié proche. Les deux femmes sont alors intimidées et harcelées par Rawson, devenu leur rival en affaires. Pour sa protection, Ann Walker part vivre à Shibden. Sa tante (Richenda Carey) lui annonce que des rumeurs choquantes circulent à propos des deux femmes, et lui demande de rentrer chez elle avant qu'elle ne ruine la réputation de sa famille et perde toutes chances de trouver un mari, ce à quoi Ann lui répond qu'elle ne veut pas d'époux. Quand sa tante repart, Ann annonce à son amie qu'elle veut rester vivre à Shibden avec elle. Anne lui demande donc si elle comprend ce que les rumeurs et insinuations racontent, et Ann fait savoir qu'elle le sait et lui fait comprendre qu'elle aimerait vivre une romance avec elle.
Mariana rend visite à Anne et lui annonce qu'elle pourrait désormais quitter son mari Charles et lui demande s'il reste une place pour elle dans son cœur. Anne lui répond qu'elle a trouvé quelqu'un et qu'elle est heureuse maintenant. Mariana rentre vivre avec son mari jusqu'à ce qu'il meure à l'âge de 89 ans. Quant à Anne elle mourra d'une fièvre à 49 ans alors qu'elle voyageait avec sa nouvelle compagne Ann Walker dans les Montagnes du Caucase.

## Sortie
Le film a été dévoilé le 17 mars 2010 lors du 24e festival du film gay et lesbien de Londres. Il a été diffusé au Royaume-Uni par BBC Two et BBC HD le 31 mai 2010. Il a également été projeté le 17 juin 2010 lors de la soirée d'ouverture du Festival du film Frameline de San Francisco et diffusé le 13 novembre 2011 en Australie sur la chaîne ABC1.

## Réception
Lors de sa diffusion sur la BBC, The Secret Diaries of Miss Anne Lister a attiré 1,878 millions de téléspectateurs, plus 50 000 sur BBC HD. Les critiques ont des avis partagés sur la dramatique.
John Preston du Daily Telegraph a donné un avis positif sur le film et a particulièrement félicité Maxine Peake pour sa prestation. Il a dit que « Peake est une actrice extraordinaire – à la fois intensément inquiétante et humaine dans sa vulnérabilité [...] variant entre séduction prédatrice et apitoiement angoissé ». La revue d'Andrea Mullaney pour The Scotsman est plus partagée. Elle a également apprécié la performance de Peake, la qualifiant de « fougueuse » et « excellente » et a dit qu'elle « a joué [Lister] avec une grande énergie, son petit visage alerte plein d'expression et d'émotion ». Elle a toutefois dit que l'histoire « aurait dû être plus prenante qu'elle ne l'était » et que le scénario était hésitant et trop long.
Keith Watson écrit pour Metro que le film était « hypnotisant et libérateur ». Lui aussi félicite Peake pour sa prestation et apprécie le contraste entre ses scènes où « elle pousse la politesse à sa limite » et celles « d'arrachante extase charnelle ». Dans une revue des programmes télévisés diffusés cette semaine, Euan Ferguson de The Observer a dit que le film était le « drame de la semaine » et qu'il était « attachant, hantant, joliment et intelligemment joué ».
Sarah Dempster de The Guardian n'a pas été impressionnée par le film et a critiqué la « misère » et la « morosité » et a dit que « La présence de Peake dans une production n'est généralement pas propice au LOLZ ». Rachel Cooke a également donné un avis plutôt négatif pour le New Statesman, critiquant la mise en avant de la vie sexuelle de Lister au détriment de parties de sa vie absentes du scénario. Elle explique que l'histoire aurait reçu moins, voire aucune attention si le personnage principal n'avait pas été lesbienne. Elle ajoute que Peake, « une merveilleuse actrice », a été « particulièrement étrange » et que ça personnification de Lister était « rapace et arrogante, pétulante et manipulatrice ». Elle a toutefois apprécié Susan Lynch pour son rôle de Tib, la meilleure amie de Lister, bien qu'elle conclue en disant que le film était « obsédé par le sexe, quelque chose de réducteur ».